# Сент-Этьен-ан-Деволюи (кантон)
Сент-Этье́н-ан-Деволюи́ (фр. Saint-Étienne-en-Dévoluy) — кантон во Франции, находится в регионе Прованс — Альпы — Лазурный Берег, департамент Верхние Альпы. Входит в состав округа Гап.
Код INSEE кантона — 0519. Всего в кантон Сент-Этьен-ан-Деволюи входит 4 коммуны, из них главной коммуной является Сент-Этьен-ан-Деволюи.

## Коммуны кантона
| Коммуна               | Население, чел. (1999) | Почтовый индекс | Код INSEE |
| --------------------- | ---------------------- | --------------- | --------- |
| Аньер-ан-Деволюи      | 212                    | 05250           | 05002     |
| Ла-Клюз               | 54                     | 05250           | 05042     |
| Сен-Дидье             | 141                    | 05250           | 05138     |
| Сент-Этьен-ан-Деволюи | 538                    | 05250           | 05139     |

## Население
Население кантона на 2007 год составляло 1 032 человека.
| 1962 | 1968 | 1975 | 1982 | 1990 | 1999 | 2006 | 2007 | 2008 |
| ---- | ---- | ---- | ---- | ---- | ---- | ---- | ---- | ---- |
| 765  | 869  | 885  | 910  | 929  | 945  | 1034 | 1032 | —    |